# Powiat Prachatice
Powiat Prachatice (czes. Okres Prachatice) – powiat w Czechach, w kraju południowoczeskim. Jego siedziba znajduje się w mieście Prachatice. Powierzchnia powiatu wynosi 1375,04 km², zamieszkuje go 51 477 osób (gęstość zaludnienia wynosi 37,44 mieszkańców na 1 km²). Powiat ten liczy 65 miejscowości, w tym 4 miasta.
Od 1 stycznia 2003 powiaty nie są już jednostką podziału administracyjnego Czech. Podział na powiaty zachowały jednak sądy, policja i niektóre inne urzędy państwowe. Został on również zachowany dla celów statystycznych.

## Struktura powierzchni
Według danych z 31 grudnia 2003 powiat ma obszar 1375,04 km², w tym:
- użytki rolne – 36,29%, w tym 37,63% gruntów ornych
- inne – 63,71%, w tym 81,81% lasów
- liczba gospodarstw rolnych: 789

## Demografia
Dane z 31 grudnia 2003:
| Opis        | Ogółem | Kobiety       | Mężczyźni     |
| ----------- | ------ | ------------- | ------------- |
| populacja   | 51 477 | 25 837 50,19% | 25 640 49,81% |
| średni wiek | 37,5   | 39,35         | 37,00         |

- gęstość zaludnienia: 37,44 mieszk./km²
- 51,81% ludności powiatu mieszka w miastach.

## Zatrudnienie
| Mieszkańcy ze stałym zatrudnieniem | 9123         |
| Średnia pensja miesięczna          | 13 749 koron |
| Bezrobotni                         | 1850         |
| Stopa bezrobocia                   | 7,02%        |

## Szkolnictwo
W powiecie Prachatice działają:
| Rodzaj szkoły                   | Liczba szkół |
| ------------------------------- | ------------ |
| Przedszkola                     | 31           |
| Szkoły podstawowe               | 29           |
| Gimnazja                        | 2            |
| Szkoły średnie techniczne       | 4            |
| Szkoły średnie ogólnokształcące | 4            |
| Szkoły wyższe                   | 1            |

## Służba zdrowia
| Lekarze                               | 157 |
| Szpitale                              | 2   |
| Specjalistyczne ośrodki terapeutyczne | 2   |
| Gabinety dentystyczne                 | 24  |
| Apteki                                | 15  |